# Amealco de Bonfil
Amealco de Bonfil är en kommun i Mexiko.   Den ligger i delstaten Querétaro Arteaga, i den sydöstra delen av landet, 130 km nordväst om huvudstaden Mexico City.
Följande samhällen finns i Amealco de Bonfil:
- Amealco
- Yosphí
- La Soledad
- Santiago Mexquititlán Barrio 4to.
- San Nicolás de la Torre
- Guadalupe el Terrero
- La Alameda del Rincón
- Tenasdá
- Nuevo Amanecer
- El Varal
- Xajay
- Las Salvas
- Loma de las Víboras
- Veinte de Noviembre
- La Cruz del Apartadero
- El Pino
- El Rayo
- Los Arenales
- Loma de los Blases
- Buenos Aires
- Barrio Presa del Tecolote
- El Cerrito
- La Beata
- El Aserrín
- Los Árboles
- El Coyote
- El Capulín
- La Piní
- Tesquedó
- El Pinar
- Barrio la Joya
- La Purísima
- Barrio del Coyote
- La Cañada del Varal
- Santa Clara
- La Perita Fraccionamiento
- Las Américas
- Rincón de la Florida
- San Antonio
- Vista Real
- Barrio de San José